# The World of Suzie Wong
The World of Suzie Wong é um filme britânico/estadunidense de 1960, dos gêneros drama e romance, dirigido por Richard Quine, roteirizado por John Patrick e John Osborn, baseado no livro de Richard Mason , música de George Duning.

## Sinopse
Um americano cansado de sua vida executiva tenta ser pintor em Hong Kong, onde contrata uma jovem prostituta como modelo, por quem eventualmente se apaixona.

## Elenco
- William Holden .......  Robert Lomax
- Nancy Kwan ....... Suzie Wong
- Sylvia Syms ....... Kay O'Neill
- Michael Wilding .......  Ben Marlowe
- Jacqui Chan ....... Gwennie Lee
- Laurence Naismith ....... O'Neill
- Yvonne Shima ....... Minnie Ho
- Andy Ho ....... Ah Tong
- Lier Hwang ....... Wednesday Lu
- Bernard Cribbins ....... Otis
- Edwina Carroll ....... Mrs. Marlowe